# Kawasaki Ki-3
Kawasaki Ki-3 (яп. 川崎 キ3) — серійний легкий бомбардувальник Імперської армії Японії 1930-х років.
В «довгій» нумерації літаків японської армії позначався Легкий одномоторний бомбардувальник Тип 93 (яп. 九三式単軽爆撃機, Кю: сан-шікі Танкей Бакуґекі кі)).

## Історія створення
На початку 1930-х років фірма Kawasaki за власною ініціативою розробила проєкт літака-розвідника під керівництвом конструкторів Ріхарда Фогта та Такео Дої (внутрішнє позначення KDA-6). Літак не зацікавив командування Імперської армії Японії, проте військові замовили на базі цього літака легкий бомбардувальник.
Це був суцільнометалевий біплан з двигуном BMW IX потужністю 790 к.с. оснащеним турбокомпресором. Згодом його замінили японським варіантом німецького двигуна Kawasaki Ha-2. Озброєння складалось з одного 7,7-мм кулемета, розташованого під капотом двигуна, та одного-двох кулеметів на турелі стрільця в задній кабіні. Бомбове навантаження — до 500 кг бомб. Початково еліпсоподібний радіатор розміщувався відразу за гвинтом, але через технічні проблеми його перемістили на звичніше місце під двигуном.
Перший прототип був збудований у квітні 1933 року, незабаром були збудовані ще 2 прототипи. Льотні випробування пройшли досить успішно. Хоча літак не досяг замовленої швидкості та мав проблеми з двигуном, у 1934 році він був прийнятий на озброєння під назвою «Легкий одномоторний бомбардувальник Тип 93» (або Ki-3).
На заводі Kawasaki було виготовлено 200 літаків, ще 40 — на заводі Tachikawa. Але проблеми з двигуном вирішити не вдалось, і у 1935 році виробництво було припинене.

## Історія використання
Ще до початку японсько-китайської війни через постійні проблеми з двигуном літаки Ki-3 вважались застарілими. Вони були на озброєнні частин, розташованих у Центральному та Південному Китаї, а також в Маньчжурії, тоді як основні бойові дії розгортались на півночі та сході Китаю. Лише під час штурму Сюйчжоу навесні 1938 року, в умовах відсутності спротиву з боку китайської авіації, Ki-3 використовувались досить активно, завдаючи ударів по китайських військах, проводячи розвідку та коригування дій артилерії.
На момент початку боїв на Халхин-Голі Ki-3 обмежено використовувались в частинах другої лінії як зв'язкові та транспортні літаки. Частина дієздатних літаків була переведена в льотні школи та аероклуби, але більшість машин була списана через поламки.
На початок 1940 року Ki-3 був повністю виведений з експлуатації.

## Тактико-технічні характеристики
Дані з Japanese Aircraft 1910—1941

### Технічні характеристики
- Екіпаж: 2 особи
- Довжина: 10,00 м
- Висота: 3,00 м
- Розмах крила: 13,00 м
- Площа крила: 38,00 м²
- Маса порожнього: 1 650 кг
- Маса спорядженого: 3 097 кг
- Навантаження на крило: 81,6 кг/м²
- Двигун: 1 × 12-циліндровий V-подібний BMW IX водяного охолодження з нагнітачем
- Потужність: 790 к. с.
- Гвинт: дволопатевий дерев'яний
- Питома потужність: 4,1 кг/к.с.

### Льотні характеристики
- Максимальна швидкість: 259 км/год
- Крейсерська швидкість: 230 км/год
- Практична стеля: 7 000 м.
- Час набору висоти 3000 м: 12 хвилин

### Озброєння
- Стрілецьке:
  - 1 × 7,7 мм курсовий кулемет
  - 1-2 × 7,7 мм кулемети в верхній турелі
- Бомбове:
  - до 500 кг бомб